# Трета след слънцето
„Трета след слънцето“ е български игрален филм (фантастичен) от 1972 година на режисьора Георги Стоянов, по сценарий на Павел Вежинов по книгата му „Сините пеперуди“. Оператор е Ивайло Тренчев. Втори режисьор на филма е Румен Сурджийски. Музиката във филма е композирана от Кирил Дончев.

## Състав

### Актьорски състав
„Еден“
| Роля             | Изпълнител                                                                             |
| ---------------- | -------------------------------------------------------------------------------------- |
| Лен              | Наум Шопов                                                                             |
| Командирът       | Ицхак Финци                                                                            |
| Мъжката маймуна  | Николай Николаев                                                                       |
| Женската маймуна | Пепа Николова                                                                          |
| Хет              | Кирил Господинов                                                                       |
| Хук              | Лъчезар Стоянов                                                                        |
| Сваск            | Веселин Борисов                                                                        |
| Рей              | Петър Вучков                                                                           |
| Дрий             | Пламен Дончев                                                                          |
| Участват още:    | Христо Ковачев Кръстю Младенов Стефан Гяуров Асен Василев Валентин Димчев Емил Крепиев |

„Странникът“
| Роля             | Изпълнител      |
| ---------------- | --------------- |
| Странникът       | Наум Шопов      |
| Недев            | Ицхак Финци     |
| Доктор Веселинов | Евстати Стратев |
| Поетът           | Иван Манов      |

„Моят първи ден“
| Роля          | Изпълнител |
| ------------- | --- |
| Лена          | Добринка Станкова |
| Баян          | Заслужил артист на СССР: Иван Миколайчук Български глас: Стефан Данаилов                                                   |
| Лен           | Тодор Колев |
| Еден          | Георги Стоянов |
| Князът        | Стоян Гъдев |
| Хемниц        | Светозар Неделчев |
| Алек          | Кристиян Фоков |
| Слав          | Светослав Пеев |
| Лия           | Цветана Манева |
| Участват още: | Илка Зафирова Емилия Драгостинова Красимира Апостолова Елена Жандова Маргарита Борисова Йохана Пеева Мая Берова Петя Хрису |

### Творчески и технически екип
| Сценарий           | Павел Вежинов                                                                |
| Режисьор           | Георги Стоянов                                                               |
| Редактор           | Свобода Бъчварова                                                            |
| Оператор           | Ивайло Тренчев                                                               |
| Музика             | Кирил Дончев                                                                 |
| Художник           | Галин Малакчиев                                                              |
| Звук               | Емил Павлов                                                                  |
| Хореограф          | Заслужил артист: Асен Гаврилов                                               |
| Архитекти          | Боянка Ахрянова Николай Дамов                                                |
| Костюми            | Николай Сърчаджиев                                                           |
| Грим               | Димитър Коклин                                                               |
| Втори режисьор     | Румен Сурджийски                                                             |
| Монтаж             | Димитричка Златева                                                           |
| Асистент-режисьори | Райна Йончева Мария Русева Ксения Данаджиева                                 |
| Асистент-оператори | Христос Арванитидис Стоян Миланов Борислав Борозанов Иво Фурнаджиев          |
| Гардероб           | Александра Христакиева                                                       |
| Реквизит           | Емил Велчев                                                                  |
| Организатори       | Васил Василев Боян Шумков                                                    |
| Фотограф           | Панайот Бърнев                                                               |
| Цветни ефекти      | Владимир Гаврилов                                                            |
| Комбинирани снимки | Оператор: Иван Манев Асистент: Нено Трифонов Шимунек, Румлер Балсамаджиев    |
| Директор           | Димитър Геошев                                                               |
| Разпространено от  | БЪЛГАРСКА КИНЕМАТОГРАФИЯ Студия за игрални филми Творчески колектив „СРЕДЕЦ“ |